# سیارک ۷۸۴۶
سیارک ۷۸۴۶ (به انگلیسی: 7846 Setvak، نامگذاری:1996BJ) هفت هزار و هشتصد و چهل و ششمین سیارک کشف شده است که در ۱۶ ژانویه ۱۹۹۶ کشف شد.
قدر مطلق سیارک برابر ۱۴٫۶۰ است.